# Muriel Streeter
Muriel Streeter (1913–1995) foi uma artista americana conhecida pelas suas pinturas surrealistas. O seu trabalho encontra-se incluído nas colecções do Museu Smithsoniano de Arte Americana e do Wadsworth Atheneum Museum of Art.